# مهدي خيري
مهدي خيري (بالفارسية: مهدی خیری) هو لاعب كرة قدم إيراني في مركز الوسط، ولد في 11 فبراير 1983 في بابل في إيران. لعب مع نادي أبو مسلم خراسان ونادي استقلال خوزستان ونادي باس همدان ونادي سايبا ونادي شموشك نوشهر ونادي شهر خودرو ونادي صبا قم ونادي نفط طهران.